# Fortuneswell
Fortuneswell es la más grande de las ocho localidades existentes en la isla de Pórtland, en Dorset, Inglaterra. El pueblo yace sobre la empinada pendiente del norte de la isla, una zona llamada Underhill, en donde un tómbolo conocido como Chesil Beach, conecta a Pórtland con tierra firme.
El pueblo tiene una calle principal con varios negocios. Las cercanas localidades de Castletown y Chiswell prácticamente se confunden con Fortuneswell, debido a que comparten el reducido espacio septentrional. Sin embargo, Fortuneswell ocupa la porción más empinada del terreno y de mayor altura sobre el nivel del mar, mientras que Castletown y Chiswell se hallan emplazadas sobre suelos más llanos y bajos, cerca del Puerto de Pórtland y de Chesil Beach respectivamente.